# Tweede Kamerverkiezingen 1866 (okt)
De Tweede Kamerverkiezingen 1866 (okt) waren algemene Nederlandse verkiezingen voor de Tweede Kamer der Staten-Generaal. Zij vonden plaats op 30 oktober 1866.
Nederland was verdeeld in 39 kiesdistricten, waarin 75 leden van de Tweede Kamer gekozen werden. Een kiezer bracht evenveel stemmen uit als er afgevaardigden in zijn kiesdistrict gekozen werden. Om gekozen te worden moest een kandidaat minimaal de districtskiesdrempel behalen.
De verkiezingen werden gehouden voor alle 75 zetels als gevolg van de ontbinding van de Tweede Kamer op 1 oktober 1866 nadat deze een motie had aangenomen waarin het kabinetsbeleid op het gebied van Koloniën werd afgekeurd. 
In veertien kiesdistricten was een tweede verkiezingsronde benodigd tussen de twee hoogstgeplaatste (niet-direct gekozen) kandidaten uit de eerste ronde vanwege het niet-behalen van de districtskiesdrempel. Deze tweede ronde vond plaats op 13 november 1866.

## Uitslag

### Opkomst
|                  | 1866 (jun) | 1866 (jun) | 1866 (okt) | 1866 (okt) |
| # stemmen        | %          | # stemmen  | %          |            |
| ---------------- | ---------- | ---------- | ---------- | ---------- |
| Kiesgerechtigden | 91.831     |            | 97.297     |            |
| Niet opgekomen   | 47.422     | 51,64      | 25.389     | 26,09      |
| Opkomst          | 44.409     | 48,36      | 71.908     | 73,91      |

### Verkiezingsuitslag naar groepering
| Groepering                | Zetels     | Zetels     | Zetels |
| Groepering                | 1866 (jun) | 1866 (okt) | +/−    |
| ------------------------- | ---------- | ---------- | ------ |
| liberalen                 | 21         | 21         | 0      |
| conservatieven            | 18/17      | 20         | +3     |
| thorbeckianen             | 23         | 17         | −6     |
| conservatief-katholieken  | 2          | 5          | +3     |
| conservatief-protestanten | 4          | 4          | 0      |
| antirevolutionairen       | 3/2        | 4          | +2     |
| conservatief-liberalen    | 3          | 3          | 0      |
| gematigde liberalen       | 1          | 1          | 0      |
| vacatures                 | 0/2        | 0          | −2     |
| totaal                    | 75         | 75         | 0      |

### Gekozen leden
Bij deze verkiezingen werden 58 leden herkozen. De stemmingen voor de overige zeventien vacatures hadden de volgende resultaten:
- in het kiesdistrict Alkmaar versloeg Eduard s'Jacob (53,5%, conservatieven) het aftredende lid Nicolaas Olivier (37,7%, thorbeckianen);

- in het kiesdistrict Amersfoort werd Ernest van Hardenbroek van Lockhorst (conservatieven) gekozen in de vacature ontstaan door het aftreden van Hubert van Asch van Wijck in de vorige zittingsperiode;

- in het kiesdistrict Amsterdam versloeg Menso Pijnappel (61,7%, conservatief-liberalen) het aftredende lid Jan van Swieten (48,4%, liberalen);

- in het kiesdistrict Amsterdam versloeg Herman Insinger (41,3%, conservatieven) het aftredende lid Cornelis van Heukelom (38,0%, liberalen);

- in het kiesdistrict Assen versloeg Johan Rudolph Thorbecke (42,4%, thorbeckianen) het aftredende lid Petrus van der Veen (22,6%, conservatief-liberalen);

- in het kiesdistrict Dordrecht versloeg Marinus Bichon van IJsselmonde (51,5%, antirevolutionairen) het aftredende lid Pieter Blussé van Oud-Alblas (50,3%, thorbeckianen);

- in het kiesdistrict Goes versloeg Pieter Saaymans Vader (55,3%, antirevolutionairen) het aftredende lid Jean de Laat de Kanter (44,7%, liberalen);

- in het kiesdistrict Groningen was in eerste instantie het aftredende lid Johan Rudolph Thorbecke (thorbeckianen) gekozen. Hij was echter tevens gekozen in het kiesdistrict Assen[8], waaraan hij de voorkeur gaf. Om in de ontstane vacature te voorzien werd in Groningen een naverkiezing gehouden, waarbij Willem Dullert (thorbeckianen) gekozen werd;

- in het kiesdistrict Haarlem versloeg Willem van der Hucht (49,6%, conservatieven) het aftredende lid Asser van Nierop (48,9%, thorbeckianen);

- in het kiesdistrict 's-Hertogenbosch versloeg Franciscus van Zinnicq Bergmann (54,1%, conservatief-katholieken) het aftredende lid Johannes de Poorter (44,6%, thorbeckianen);

- in het kiesdistrict Leeuwarden versloegen Jan de Roo van Alderwerelt (60,3%, liberalen) en Sybrand Hingst (59,9%, liberalen) de aftredende leden Jouwert Andreae (22,7%, conservatieven) en Jacob Dirks (22,2%, conservatieven);

- in het kiesdistrict Roermond versloeg Leopold Haffmans (63,9%, conservatief-katholieken) het aftredende lid Karel Cornelis (55,1%, thorbeckianen);

- in het kiesdistrict Tilburg versloeg Johannes Verheyen (53,8%, conservatief-katholieken) het aftredende lid Franciscus Jespers (43,5%, thorbeckianen);

- in het kiesdistrict Zutphen versloeg Hendrik van Rappard (52,9%, conservatieven) het aftredende lid Willem Dullert (41,6%, thorbeckianen);

- in het kiesdistrict Zwolle versloeg Albertus van Naamen van Eemnes (59,5%, liberalen) het aftredende lid Gerhard IJssel de Schepper (40,4%, liberalen);

- in het kiesdistrict Zwolle werd Thomas Stieltjes (liberalen) gekozen in de vacature ontstaan door het overlijden van Henri Wttewaall van Stoetwegen in de vorige zittingsperiode.

De zittingsperiode van de Tweede Kamer ging in op 19 november 1866. De zittingstermijn van Tweede Kamerleden bedroeg vier jaar.